# Andrés Javier Mosquera
Andrés Javier Mosquera Murillo (Medellín, 19 settembre 1989) è un ex calciatore colombiano, di ruolo attaccante.